# جايمي كايتانو براون
جايمي كايتانو براون (بالبرتغالية: Jaime Caetano Braun‏) هو ملحن وكاتب ومغني وشاعر برازيلي، ولد في 30 يناير 1924 في Bossoroca ‏ في البرازيل، وتوفي في 8 يوليو 1999 في بورتو أليغري في البرازيل.